# Sucumbé

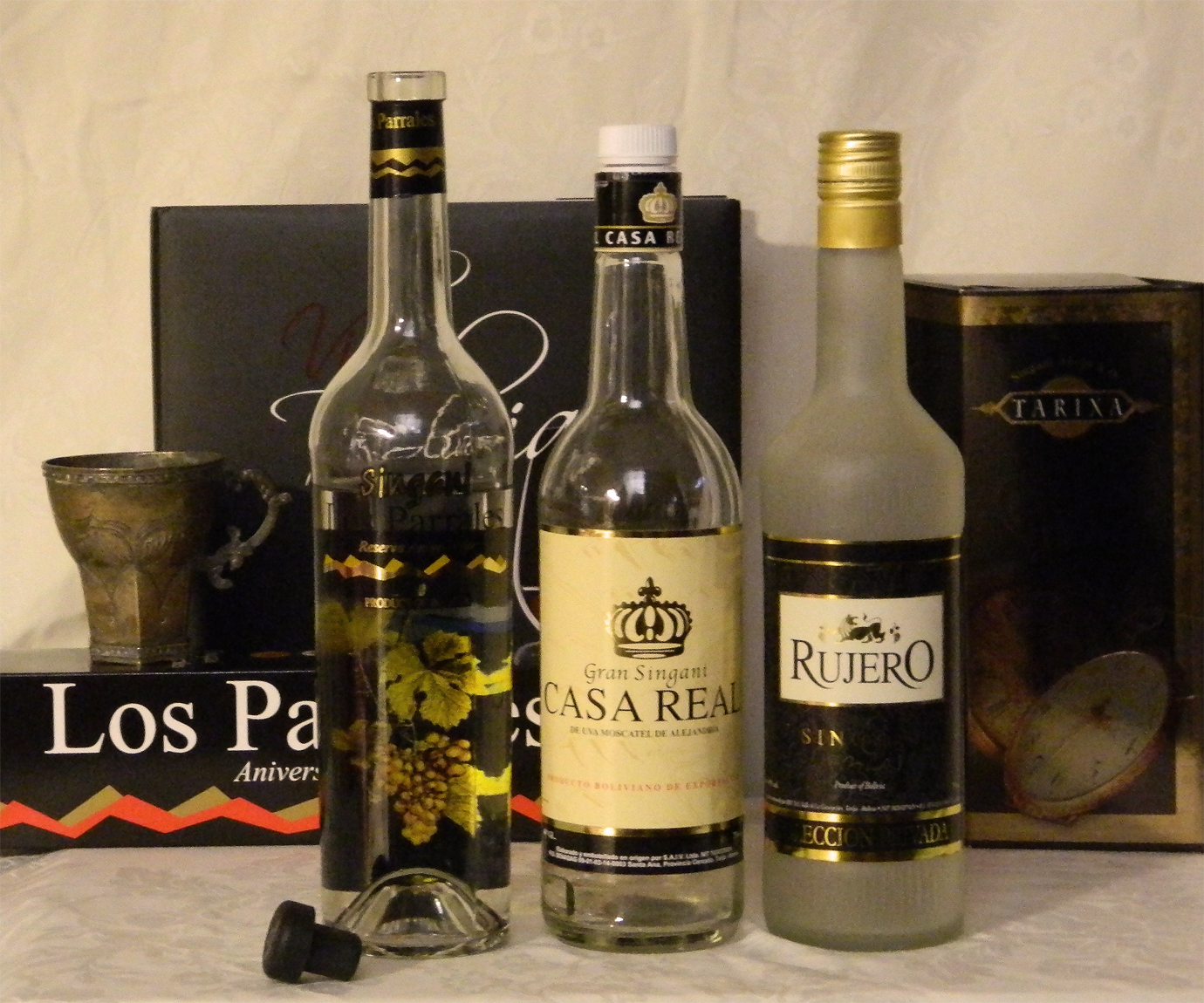
Le Singani, un des ingrédients basiques pour élaborer le sucumbé.

Le sucumbé est une boisson alcoolisée traditionnelle de la Bolivie.
Le sucumbé est une boisson qui se consomme chaude et est caractéristique des festivités, notamment lors d'événements de rue ainsi que lors des festivités de la Saint-Jean au mois de juin, ou des fêtes folkloriques.
La base du sucumbé se prépare avec du lait, de la cannelle et des clous de girofle. Quand la préparation bout, de la mousse peut être incorporée de deux façons, en battant le lait ou en incorporant des blancs d'œufs battus. Parallèlement s'ajoute le singani, boisson typiquement bolivienne. 
Il est servi chaud dans de grandes tasses en verre et de la cannelle moulue est saupoudrée sur la mousse.